# 인천광역시의 코로나19 범유행
다음은 인천광역시에서의 코로나19 범유행에 대한 설명이다.

## 경과
2020년 1월 20일, 인천광역시에서 첫 확진자가 발표되었다. 이 확진자는 대한민국의 첫 확진자이다. 19일, 우한시에서 인천국제공항으로 입국한 35세 중국인 여성으로, 입국 시 증상이 나타나 20일 확진을 받았다.
6~8월에는 남동구, 미추홀구, 연수구 첫 사망자 발생하였다.  가천대 길병원에서 모두 사망하였다.
9~12월에는 계양구, 강화군, 서구, 부평구 첫 사망자 발생하였다. 인천의료원, 인하대병원, 인천성모병원, 인천적십자병원 외 11개소 치료중 사망하였다.
2021년 1~12월, 2022년 1~12월, 2023년 1~5월에는 사망자 1923명으로 폭증하였다. 이중 세 명은 중구, 동구, 옹진군 첫 사망자이다.
2020년 11월 24일 수도권 거리두기가 2단계로 격상하였다.
2021년 7월 6일에는 미추홀구에 위치한 인천인주초등학교에서 23명이 확진되었다. 다음날 오전 9시 기준 15명이 추가 확진되어 누적 확진자가 41명으로 늘어났다.
2021년 7월 12일부터  모든 유치원, 초등학교, 중학교, 고등학교가 전면 원격 수업으로 전환되었다.
2021년 8월 12일 인천광역시 누적 확진자는 1만명 돌파하였다.
2021년 11월 5일 인천광역시 누적 확진자는 2만명 돌파하였다.
2021년 12월 15일 인천광역시 누적 확진자는 3만명 돌파하였다.
2022년 1월 16일 인천광역시 누적 확진자는 4만명 돌파하였다.
2022년 1월 30일 인천광역시 누적 확진자는 5만명 돌파하였다.
2022년 2월 6일 인천광역시 누적 확진자는 6만명 돌파하였다.
2022년 2월 9일 인천광역시 누적 확진자는 7만명 돌파하였다.
2022년 2월 12일 인천광역시 누적 확진자는 8만명 돌파하였다.
2022년 2월 14일 인천광역시 누적 확진자는 9만명 돌파하였다.
2022년 2월 16일 인천광역시 누적 확진자는 10만명 돌파하였다.
2022년 2월 22일 인천광역시 누적 확진자는 15만명 돌파하였다.
2022년 2월 27일 인천광역시 누적 확진자는 20만명 돌파하였다.
2022년 3월 3일 인천광역시 누적 확진자는 25만명 돌파하였다.
2022년 3월 6일 인천광역시 누적 확진자는 30만명 돌파하였다.
2022년 3월 12일 인천광역시 누적 확진자는 40만명 돌파하였다.
2022년 3월 16일 인천광역시 누적 확진자는 50만명 돌파하였다.
2022년 3월 20일 인천광역시 누적 확진자는 60만명 돌파하였다.
2022년 3월 25일 인천광역시 누적 확진자는 70만명 돌파하였다.
2022년 3월 31일 인천광역시 누적 확진자는 80만명 돌파하였다.
2022년 4월 7일 인천광역시 누적 확진자는 90만명 돌파하였다.
2022년 4월 20일 인천광역시 누적 확진자는 100만명 돌파하였다.
2022년 11월 9일 인천광역시 누적 확진자는 150만명 돌파하였다.